# チャールズ・フランシス・アダムズ (2世)

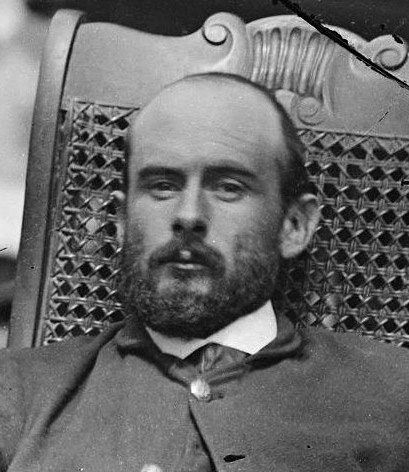
チャールズ・フランシス・アダムズ

チャールズ・フランシス・アダムズ（Charles Francis Adams, 1835年5月27日 - 1915年5月20日）は、アメリカ合衆国の実業家、軍人。1884年から1890年までユニオン・パシフィック鉄道の第8代社長を務めた。曽祖父は第2代アメリカ合衆国大統領ジョン・アダムズ、祖父は第6代アメリカ合衆国大統領ジョン・クインシー・アダムズ、父はチャールズ・フランシス・アダムズ・シニアと3代続けて政治家となっているアダムズ政治一家の出身である。

## 生い立ち
1835年、アダムズはマサチューセッツ州ボストンにおいて誕生した。アダムズはボストン・ラテン・スクール（Boston Latin School）で学んだ後、1856年にハーバード大学を卒業した。

## 南北戦争

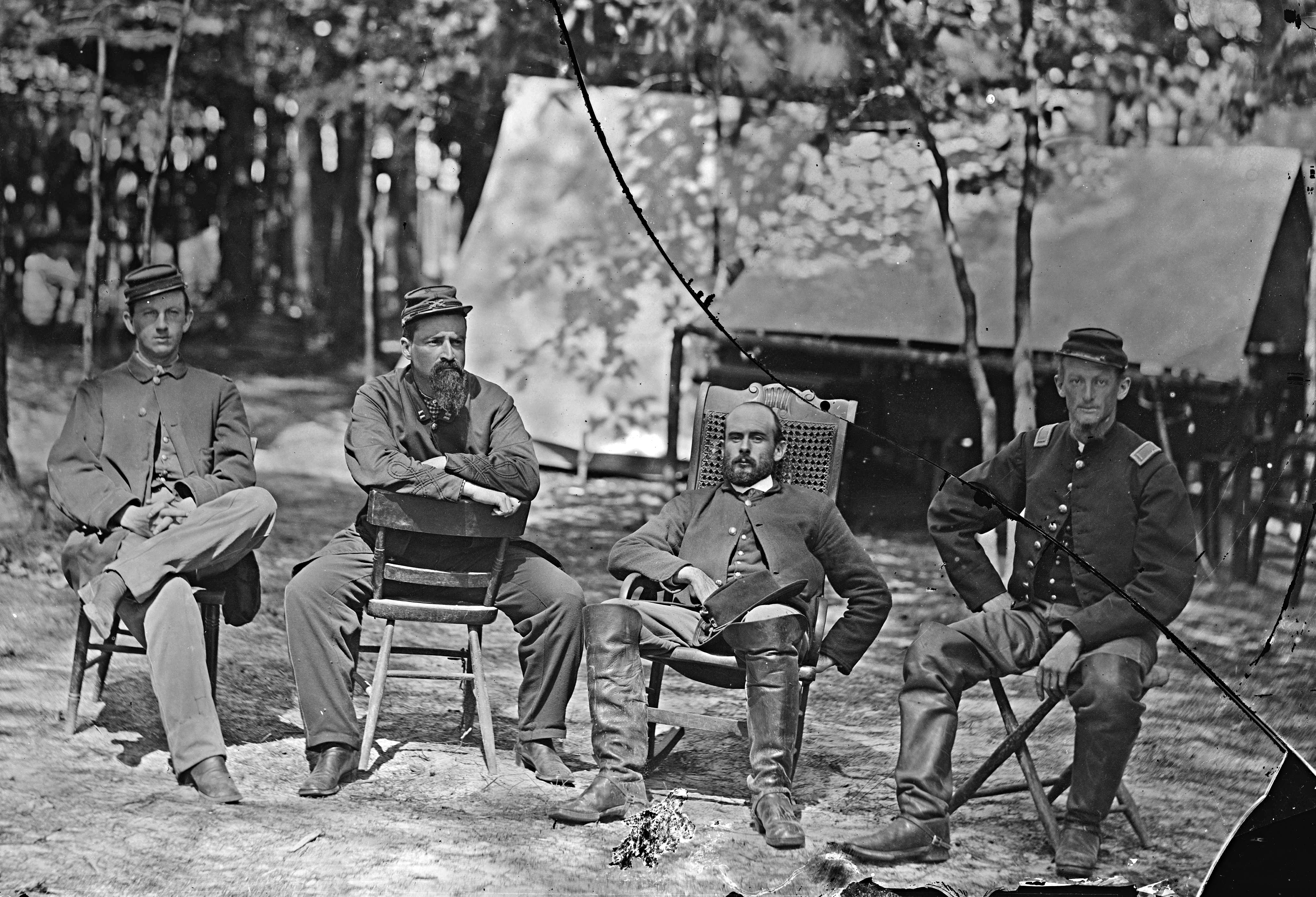
1864年8月撮影。右から2番目

南北戦争が勃発すると、アダムズは合衆国側を支持した。アダムズはマサチューセッツ騎兵連隊に大尉として入隊した。アダムズの中隊はゲティスバーグ戦役を戦い、特にアルディーの戦いで大きな戦果を挙げた。1865年、アダムズは正規軍において准将の名誉階級を授かった。

## 鉄道事業
南北戦争後、アダムズはマサチューセッツ州鉄道委員会に参加した。アダムズは州内で営業する鉄道会社に対し、州鉄道委員会が定めた事業規範への準拠を要望した。
アダムズは1884年から1890年までユニオン・パシフィック鉄道の社長を務めた。アダムズは鉄道の経営に関する権威として広く知られるようになった。アダムズは鉄道に関し、1878年に「鉄道―その起源と問題」を著した。

## 家族
チャールズ・フランシス・アダムズは、アメリカ合衆国下院議員を務めたチャールズ・フランシス・アダムズと、マサチューセッツ州の商人の娘アビゲイル・ブラウン・ブルックス (Abigail Brown Brooks, 1808-1889) との間に生まれた。
1865年11月7日、アダムズはロードアイランド州ニューポートにおいて、メアリー・ホーン・オグデン（Mary Hone Ogden, 1843年2月23日 - 1935年3月23日）と結婚した。2人は以下の子供をもうけた。
- メアリー・オグデン・アダムズ（Mary Ogden Adams, 1867年7月27日 - 1933年8月21日）
- ルイザ・キャサリン・アダムズ（Louisa Catherine Adams, 1871年12月28日 - 1958年）
- エリザベス・オグデン・アダムズ（Elizabeth Ogden Adams, 1873年12月3日 - 1945年10月19日）
- ヘンリー・アダムズ（Henry Adams, 1875年7月17日 - 1951年4月26日）
- ジョン・アダムズ（John Adams, 1875年7月17日 - 1964年8月30日）